# Ras le bol (film, 1999)
Pour le film de 1973, voir Ras le bol (film, 1973).
Pour les articles homonymes, voir Ras-le-bol.
Pour plus de détails, voir Fiche technique et Distribution.
Ras le bol (Jaime) est un film dramatique d'António-Pedro Vasconcelos réalisé en 1999. Co-production brésilienne, portugaise et luxembourgeoise, il sort en France en avril 2001. 
Il a reçu le Globo de Ouro du meilleur film portugais et António-Pedro Vasconcelos celui du meilleur réalisateur.

## Synopsis
Dans un quartier populaire de Porto, Jaime a 13 ans quand il doit subir la séparation de ses parents. Sa mère part avec son amant et emmène son fils avec elle. Mais le garçon n'accepte pas cette situation et fait tout ce qu'il peut pour tenter de réconcillier ses parents.
Pour aider son père qui est chômeur et qui a des difficultés financières qui sont un obstacle à son projet de reconstitution de la cellule familiale, Jaime obtient en cachette un emploi de nuit dans une boulangerie et espère gagner assez d'argent pour remplacer la moto de son père qui vient d'être volée. Dans ces conditions il est exploité par son patron et la situation se complique quand un autre garçon de la boulangerie est victime d'un accident du travail, pour éliminer un témoin gênant, le patron renvoie Jaime.

## Fiche technique
- Titre : Ras le bol
- Titre original : Jaime
- Réalisation : António-Pedro Vasconcelos
- Scénario : Carlos Saboga et António-Pedro Vasconcelos
- Musique : Alain Jomy et Rui Veloso
- Photographie : Edgar Moura
- Montage : Frédéric Fichefet
- Production : António da Cunha Telles, Luís Galvão Teles, Jani Thiltges et Claude Waringo
- Société de production : Fado Filmes, Samsa Film, Sociedade Independente de Comunicação et VideoFilmes
- Pays :  Portugal,  Brésil et  Luxembourg
- Genre : Drame
- Durée : 111 minutes
- Dates de sortie : 
  -  Portugal : 11 avril 1999
  -  France : 11 avril 2001

## Distribution
- Saúl Fonseca : Jaime
- Fernanda Serrano : Marta
- Joaquim Leitão : Abel
- Sandro Silva : Ulisses
- Vítor Norte : Garcez
- Guilherme Leme : António
- Nicolau Breyner : Coluna
- Rogério Samora : Gil